# الناحية المركزية (مقاطعة بافت)
الناحية المركزية لمقاطعة بافت (بالفارسية: بخش مرکزي شهرستان بافت) (بالفارسية: بخش مرکزی شهرستان بافت) هي الناحية المركزية لمقاطعة بافت، محافظة كرمان، إيران. بلغ عدد سكانها في إحصاء السكان عام 2006 ميلادية 68,270 نسمة، في 16,394 عائلة؛ (بضمن ذلك تلك الأجزاء التي إنشقّت لاحقا لتشكيل مقاطعة أرزوئية) ومن دون تلك الأجزاء، يبلغ عدد سكانها 64,743 نسمة في 15,520 عائلة.

## مدن الناحية
يوجد في هذه الناحية مدينتان:
- مدينة بافت.
- مدينة بزجان.

## الأقسام الريفية
يتبع الناحية المركزية لمقاطعة بافت ست أقسام ريفية هي:
- قسم بزنجان الريفي.
- قسم دشتاب الريفي.
- قسم فتح أباد الريفي.
- قسم غوغر الريفي.
- قسم خبر الريفي.
- قسم كيسكان الريفي.